# Maria Plans i Macià
Maria Plans i Macià   (Barcelona, 1933 - 5 d'octubre de 1974) va ser una actriu catalana. La seva trajectòria va estar lligada a la del seu espòs, l'escriptor Feliu Formosa, en una línia de teatre independent que vol restablir i normalitzar la tradició teatral amb clàssics universals i catalans, però també amb dramaturgs contemporanis que no sempre van ser tolerats pel franquisme.

## Biografia
Les seves primeres passes dins del món de la interpretació van lligades a l'Agrupació de Teatre Experimental, alternativa al Teatre Universitari de Barcelona, dirigida per Ricard Salvat, durant la primera meitat dels anys cinquanta. El 1960 es va casar amb l’escriptor i traductor Feliu Formosa, amb qui va tenir dues filles: l'Ester Formosa, que ha seguit les passes de la mare a dalt dels escenaris, i la Clara.
El 1961 va fundar, juntament amb el seu marit, el Grup Teatral Gil Vicente, amb representacions de Bertolt Brecht, Cervantes, Maiakovski i Txèkhov, traduïts i adaptats per Feliu Formosa i Francesc Nel·lo. El grup es va dissoldre el 1964 i alguns dels seus membres, entre ells, Maria Plans i Feliu Formosa, entraran a la companyia de l'Escola d'Art Dramàtic Adrià Gual, dirigida per Ricard Salvat.
Per motius personals, el 1967 ella i la seva família es traslladen a Terrassa, i s’incorpora al grup de teatre independent Sis x Set —creat el 1965 i dirigit per Carles Grau i Lluís Farré— i representa diverses obres al centre d’Amics de les Arts de Terrassa. El 1972 Sis x Set es fusiona amb una altra companyia terrassenca de teatre independent, Skunk—creat el 1968 i dirigit per Pau Monterde—, i donen lloc al grup de teatre «El Globus», amb Muntsa Alcañiz, Guillem-Jordi Graells, Francesc Tudó, Pere Planella i J. M. Casanoves, entre molts d'altres. Amb aquest darrer grup, Plans va representar només tres espectacles. Va traspassar amb només 41 anys.